# Hidehito Ueda
Hidehito Ueda (jap. 植田 秀仁 Ueda Hidehito; ur. 3 listopada 1953, zm. 28 czerwca 2015) – japoński reżyser oraz twórca scenorysów anime.

## Wybrana filmografia
- 1976: Fantastyczny świat Paula
- 1984: Starzan